# Alben William Barkley
Pour les articles homonymes, voir Barkley.
Alben William Barkley, né le 24 novembre 1877 dans le comté de Graves (Kentucky) et mort le 30 avril 1956 à Lexington (Virginie), est un homme d'État américain, vice-président des États-Unis de 1949 à 1953.
Membre du Parti démocrate, il est élu du Kentucky à la Chambre des représentants des États-Unis de 1913 à 1927 puis au Sénat des États-Unis de 1927 à 1949 et à nouveau de 1955 à sa mort.
Candidat à la vice-présidence restée vacante après l'accession à la présidence de Harry S. Truman du fait de la mort de Franklin Delano Roosevelt, il est élu pour un mandat aux côtés de ce dernier lors de l'élection présidentielle de 1948. Candidat à la nomination démocrate pour l'élection présidentielle de 1952, il est battu par le gouverneur de l'Illinois Adlai Stevenson.

## Biographie

### Jeunesse
Barkley naît le 24 novembre 1877 dans le comté de Graves, dans le Kentucky. Il y passe son enfance puis est diplômé en droit à l'université de Virginie et est admis au barreau du Kentucky en 1901.

### Engagement politique

#### Représentant puis sénateur
Avocat puis juge, il entre en politique sous les couleurs du Parti démocrate en se faisant élire à la Chambre des représentants des États-Unis continuellement entre les élections de 1912 et 1926, puis quitte l'assemblée pour le Sénat des États-Unis où il est réélu en 1932, 1938 et 1944. Le 24 avril 1945, il se déplace au camp de Buchenwald pour faire le constat de la Shoah.
Chef de la majorité démocrate au Sénat de 1937 à 1947 et de la minorité jusqu'en 1949, il est élu vice-président des États-Unis en novembre 1948 sur le ticket démocrate mené par Harry S. Truman.

#### Vice-président des États-Unis
Il entre en fonctions le 20 janvier 1949 à l'âge de 71 ans, ce qui en fait le plus âgé des vice-présidents de l'histoire des États-Unis en début de mandat. Barkley se présente aux primaires démocrates pour l'élection présidentielle de 1952 mais est battu par le gouverneur de l'Illinois Adlai Stevenson.

#### Fin de vie
En 1954, il est réélu au Sénat. Alben Barkley meurt à Lexington en Virginie le 30 avril 1956 et enterré au cimetière du mont Kenton près de Paducah dans le Kentucky.
Le barrage Barkley et son grand lac de retenue, le lac Barkley (en), sur la rivière Cumberland à la frontière du Kentucky et du Tennessee sont baptisés en son honneur.

## Articles annexes
- Liste des sénateurs des États-Unis pour le Kentucky